# Karvsnitt

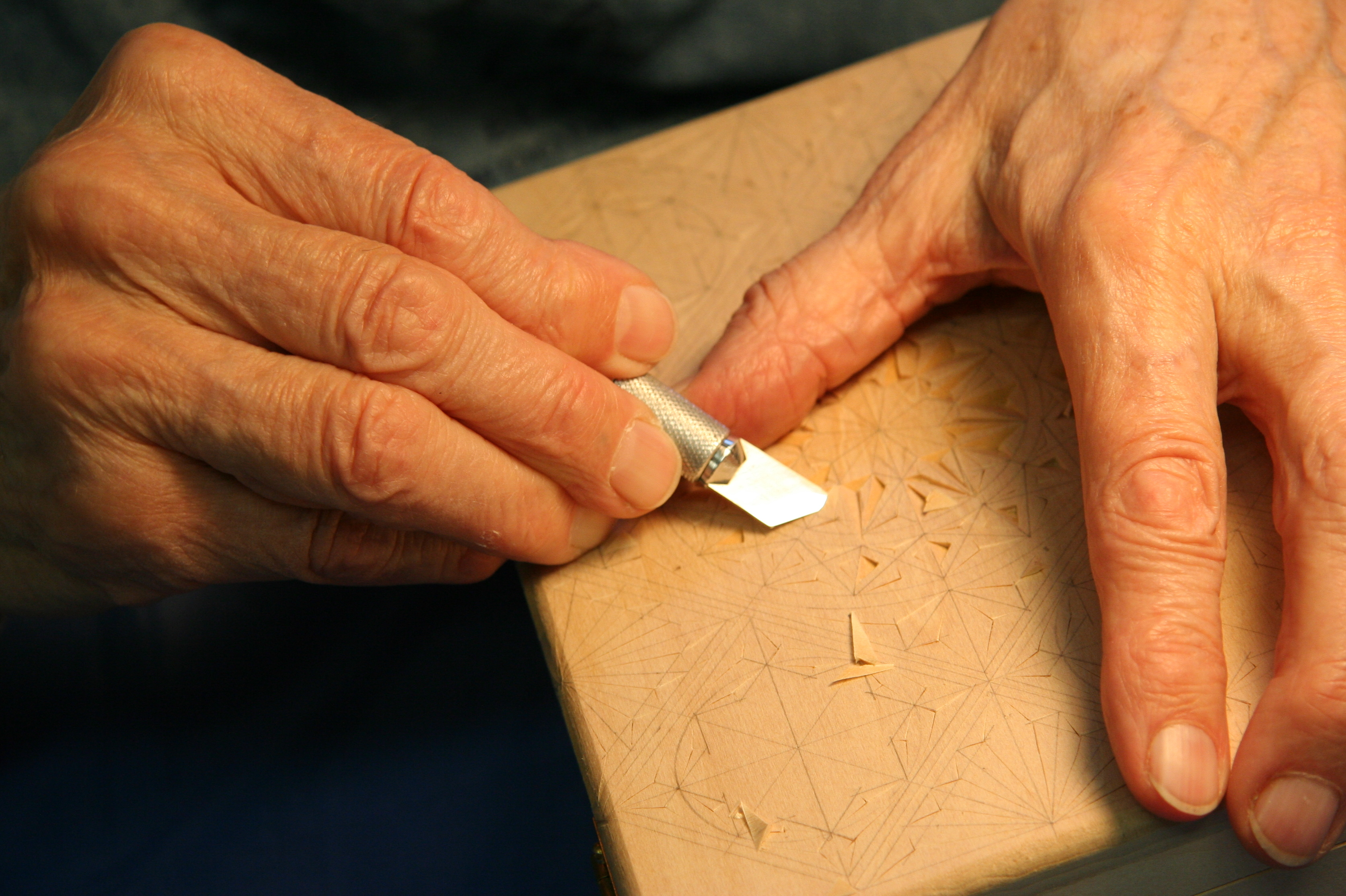
Demonstration av karvsnittstekniken på en ask av lindträ.

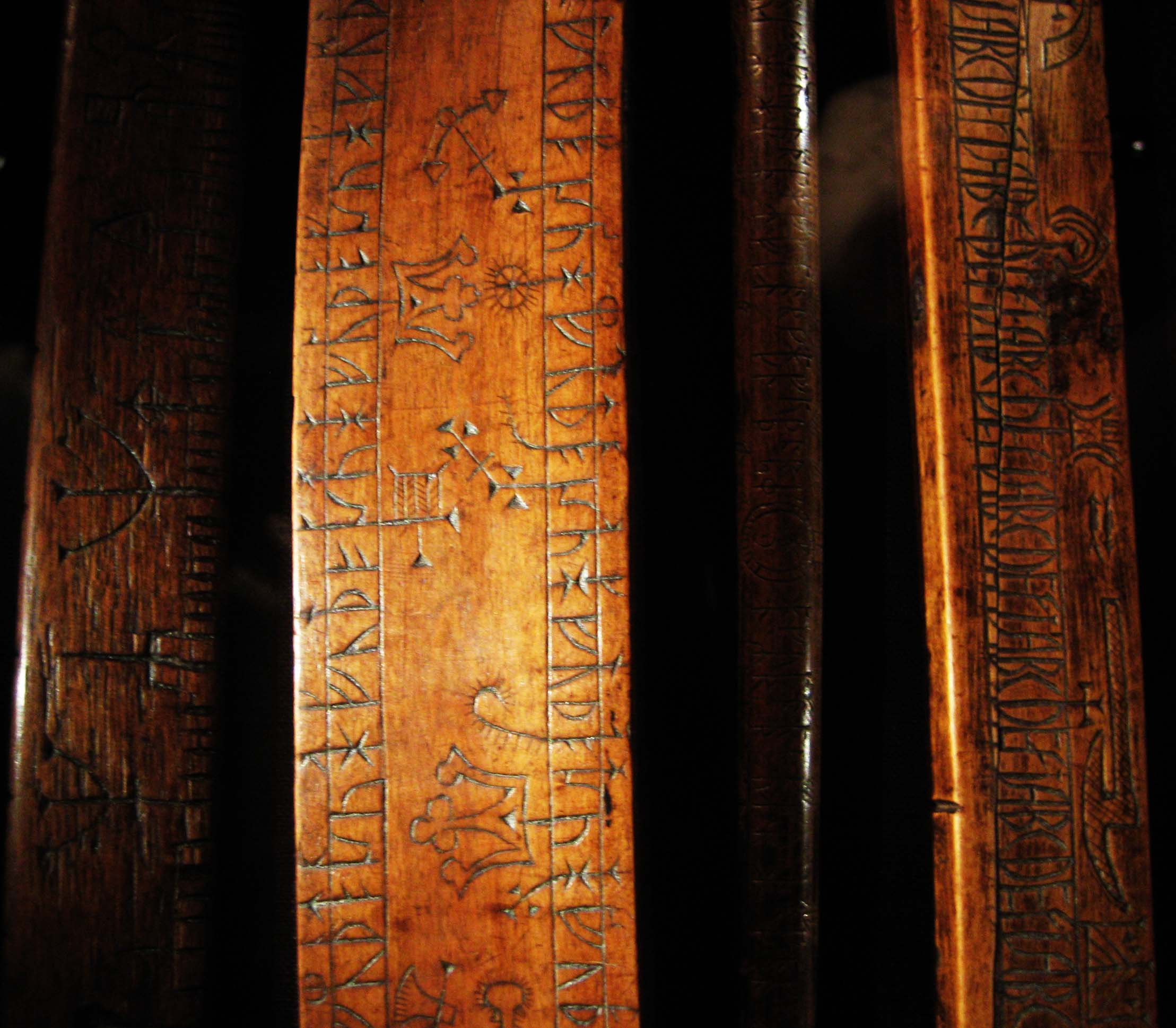
Runstav sparsamt dekorerad med karvsnittsteknik.

Karvsnitt är en dekorativ träskärning i geometriska mönster. Karvsnitt skärs ofta med vanlig, mycket vass täljkniv eller med speciella karvsnittsknivar i breda, djupa skåror med släta sluttande snittytor. De enklaste karvsnitten är uddsnitt och nagelsnitt samt en blomma där blombladen tecknas av cirkelbågar från periferin på en cirkel med samma radie som bågarna, det vill säga den vanliga sexdelningen av en cirkel. Karvsnitten kan göras i mycket enkla men även i mycket konstfärdiga geometriska mönster.
Karvsnitt var vanligt i Europa framför allt under gotiken och 1600-talets början, och hade en renässans under Nationalromantiken. Tekniken används fortfarande inom folkkonsten i bland annat Norden, Ryssland och Indien. 
Vanliga föremål som dekorerats med karvsnitt är kistor, svepaskar, andra askar och skärbräden.